# Schistura kengtungensis
Schistura kengtungensis es una especie de peces de la familia Balitoridae en el orden de los Cypriniformes.

## Morfología
• Los machos pueden llegar alcanzar los 11 cm de longitud total.

## Distribución geográfica
Se encuentra en Birmania y las cuencas de los ríos Mekong, Salween y Chao Phraya.

## Hábitat
Es un pez de agua dulce.